# 年兽大作战
《年兽大作战》，又名《疯狂的年兽》，是宁浩工作室（东阳坏猴子影视文化传播有限公司）出品的一部合家欢动画电影，由张扬执导。于2016年2月8日（农历大年初一）上映。

## 剧情概述
一把事关开启春节的神秘钥匙从天庭落入凡间被沙果拣到，年兽年威武为了拿回钥匙和沙果开启了“斗智斗勇”的旅程，而在相处过程中两人则慢慢变成生死之交，年兽更是在千钧一发之际救出沙果，携手年兽家族一起担起了拯救春节的重任。

## 角色列表
| 角色     | 配音演员 | 简介     |
| 年兽     | 雷佳音   |          |
| 沙果     | 周冬雨   |          |
| 大鱼     | 陈赫     |          |
| 太白金星 | 刘仪伟   |          |
| 土地公   | 沈腾     |          |
| 兔奶奶   | 陶虹     | 沙果奶奶 |
| 八婆老师 | 王迅     |          |
| 校长     | 张一白   |          |
| 大东     | 郭涛     |          |
| 小东     | 郭子睿   |          |
| 电母     |          |          |
| 嫦娥     | 熊乃瑾   |          |
| 灶王爷   | 郝云     |          |

## 音乐
| 曲目       | 作词 | 作曲   | 演唱         | 备注   |
| 《姥姥说》 | 郝云 | 郝云   | 郝云         | 片头曲 |
| 《小风铃》 | 陈曦 | 董冬冬 | 四组明星家庭 | 主题曲 |
| 《小风铃》 | 陈曦 | 董冬冬 | 周冬雨       | 主题曲 |
| 《小猪歌》 | 陈曦 | 董冬冬 | 郭子睿       | 插曲   |
| 《小猪歌》 | 陈曦 | 董冬冬 | SNH48        | 插曲   |

## 制作
不同于传统神话中年兽凶神恶煞的外形，片中的年兽形象圆圆胖胖，脸上夹杂着少许卷眉，造型融合了独角石狮子等中国传统元素。导演张扬表示：“目前这个版本是经过了数百次调整最终形成的样子，想让大家看到一个接地气的国产超级英雄的动画形象。”
该片除配音外，还在制作中采集配音演员们的表情、姿态等，融入角色。导演张扬表示“我们在选择合作的演员时候，不仅要考量声音和演技的元素，同时演员外形和角色也要有一些契合。”
片中年兽的形象灵感来源于中国石狮子的造型，沙果设计原型是小白兔，大东小东则以猪为设计元素。艺术总监王超表示：“形象大部分还是以中国老百姓生活中，极为熟悉的动物形象作为创作素材，每个角色以中国风的造型为主，又融合一些当代的时尚元素。”
周冬雨表示片中沙果这些情感丰沛的配音灵感其实都来源于妹妹，“我有时候欺负她，她就会‘哼’，我就是记住了她的声音，我觉得她特别可爱，从她身上找灵感”。

## 宣传
2015年11月23日片方推出“我是年兽”版海报，并宣布定档2016年2月8日。
12月10日在北京举行发布会，曝光了 “萌兽来袭”版预告，出品人宁浩、导演张扬、编剧慕星，主演雷佳音、周冬雨、陶虹、张一白、郭涛、郭子睿、熊乃瑾等亮相。
2016年1月4日发布插曲《小猪歌》，由片中饰演小东的郭子睿（石头）演唱。
1月18日发布“拯救熊孩子”版终极预告，年兽家族还将进行全国七十九城落地巡游。
1月23日发布片头曲《姥姥说》，由片中饰演灶王爷的郝云作词作曲及演唱。
1月31日在全国举办了50城“年欢会”超前看片活动。
2月1日在北京举办“开年大红”首映发布会，主演雷佳音、周冬雨、沈腾、张一白、郭涛、郭子睿等集体亮相。宣传曲《小风铃》由赵文卓携女儿小玫瑰、黄健翔携女儿黄熙雯、刘仪伟携女儿刘乐思、王艳携儿子王泓钦倾情献唱。
2月4日发布周冬雨献唱的主题曲《小风铃》MV。